# ژروم روتن
ژروم روتن (فرانسوی: Jérôme Rothen‎؛ زادهٔ ۳۱ مارس ۱۹۷۸) بازیکن سابق فوتبال اهل فرانسه است.
از باشگاه‌هایی که در آن بازی کرده‌است می‌توان به باشگاه فوتبال کان، و باشگاه فوتبال موناکو، باشگاه فوتبال باستیا، باشگاه فوتبال آنکاراگوچو، باشگاه فوتبال رنجرز، باشگاه فوتبال تروا، باشگاه فوتبال پاری سن ژرمن، باشگاه فوتبال کان، و باشگاه فوتبال رنجرز اشاره کرد.
وی همچنین در تیم ملی فوتبال فرانسه بازی کرده‌است.